# Gloria Rojas Ruiz
Gloria Rojas Ruiz (Melilla, 5 de diciembre de 1968) es un profesora universitaria y política española del Partido Socialista Obrero Español, exvicepresidenta de la ciudad autónoma de Melilla.

## Inicios
Licenciada en Ciencias de la Educación por la Universidad de Granada, desde bien joven Gloria Rojas empieza su etapa de docente en el campus universitario de Melilla, en la facultad de educación, donde pasó gran parte de su etapa profesional antes de dar el salto a la política, llegando incluso a ser vicedecana de la facultad.
En las elecciones generales del 2011 fue la cabeza de lista del PSOE al Congreso de los Diputados por Melilla aunque no obtuvo representación.
En el año 2014, después de que el Secretario General del PSOE de Melilla dimitiera por su imputación en un supuesto caso de compra de votos, presidió la comisión gestora hasta que se celebró el congreso en el cual Gloria Rojas se presentó en solitario a la Secretaría General después de que varios militantes le animarán a presentar candidatura para liderar el PSOE de Melilla, siendo así nombrada Secretaria General del PSOE de Melilla, al ser la única candidatura aspirante a liderar el partido.
En las elecciones a la Asamblea de Melilla de 2015 fue candidata del PSOE a la presidencia de la ciudad mejorando los resultados, pasando de los 2 diputados de 2011 a 3.
En las elecciones primarias del PSOE del 2017 apoyo a Pedro Sánchez para la Secretaría General.
En las elecciones a la Asamblea de Melilla de 2019 repitió como candidata del PSOE a la presidencia de la ciudad, ampliando nuevamente diputados, pasando de los 3 de 2015 a los 4 que tiene actualmente.
El 15 de junio de 2019 fue nombrada vicepresidenta de la ciudad autónoma por Eduardo de Castro después de un pacto de investidura con Ciudadanos y Coalición por Melilla.
En Elecciones a la Asamblea de Melilla de 2023, Rojas del PSOE cayó a tres escaños. El PP re-obtuvo una mayoría en la Asamblea de Melilla, bajo Juan José Imbroda.